# Bactrocera pusilla
Bactrocera pusilla är en tvåvingeart som först beskrevs av Hardy 1983.  Bactrocera pusilla ingår i släktet Bactrocera och familjen borrflugor. Inga underarter finns listade.